# Somebody to Die For
„Somebody to Die For” – to utwór brytyjskiego synth popowego zespołu Hurts. Wydany został 21 lipca 2013 roku przez wytwórnię płytową Major Label jako trzeci singel zespołu z ich drugiego albumu studyjnego, zatytułowanego Exile. Twórcami tekstu są Hurts, którzy wraz z Jonasem Quantem i Danem Grech-Marguerat zajęli się też jego produkcją. Do singla nakręcono także teledysk, a jego reżyserią zajął się Frank Borin. „Somebody to Die For” zadebiutował na 46. pozycji na liście przebojów w Niemczech.

## Pozycje na listach przebojów
| Kraj       | Lista (2013)    | Pozycja |
| ---------- | --------------- | ------- |
| Austria    | Singles Top 75  | 57      |
| Niemcy     | Top 100 Singles | 46      |
| Szwajcaria | Singles Top 75  | 62      |